# Championnat de France féminin de hockey sur glace 2019-2020
Saison précédente Saison suivante
La saison 2019-2020 est la 34e édition du Championnat de France féminin de hockey sur glace.

## Saison régulière
Onze équipes sont engagées en élite féminine et elles sont divisées en deux poules :
- poule Nord : Gothiques d'Amiens, Jokers de Cergy-Pontoise, Jets d'Évry Viry, Griz'louves de Garges/St-Ouen, Bisons de Neuilly-sur-Marne, Remparts de Tours
- poule Sud : Aigles de Besançon, Brûleurs de loups de Grenoble, Hockey Féminin 74, Occitanie, PACA

La saison régulière a lieu entre le 30 septembre 2018 et le 3 mars 2019 et les équipes sont regroupées par implantation géographique.
Les points sont attribués de la façon suivante :
- victoire dans le temps règlementaire : 3 points ;
- victoire en prolongation ou aux tirs au but : 2 points ;
- défaite en prolongation ou aux tirs au but : 1 point ;
- défaite dans le temps règlementaire : 0 point.

### Poule Nord
| Résultats (▼dom., ►ext.)                                           | AMI  | CER  | ÉVY  | GSO  | NEU  | TRS     |
| Amiens                                                             |      | 3-4  | 4-5  | 8-4  | -    | 5-6 Pr. |
| Cergy-Pontoise                                                     | 4-2  |      | 4-1  | 10-0 | 25-0 | 4-3 Pr. |
| Évry/Viry                                                          | 3-2  | 2-3  |      | 5-1  | 15-0 | 6-2     |
| Garges/St-Ouen                                                     | 1-9  | 5-20 | 0-6  |      | 10-1 | 2-9     |
| Neuilly-sur-Marne                                                  | 0-32 | 0-25 | 0-30 | 2-8  |      | 0-28    |
| Tours                                                              | 4-5  | 2-1  | 0-1  | 21-0 | 34-1 |         |
| - Victoire à domicile - Victoire à l'extérieur - Match non disputé |      |      |      |      |      |         |

| Clt   | Équipe            | PJ | V | VP | D | DP | BP  | BC  | Pts |
| ----- | ----------------- | -- | - | -- | - | -- | --- | --- | --- |
| +001, | Cergy-Pontoise    | 10 | 8 | 1  | 1 | 0  | 100 | 18  | 26  |
| +002, | Évry/Viry         | 10 | 8 | 0  | 2 | 0  | 74  | 16  | 24  |
| +003, | Tours             | 10 | 5 | 1  | 2 | 2  | 109 | 25  | 19  |
| +004, | Amiens            | 9  | 3 | 1  | 4 | 1  | 70  | 31  | 12  |
| +005, | Garges/St-Ouen    | 10 | 2 | 0  | 8 | 0  | 31  | 91  | 6   |
| +006, | Neuilly-sur-Marne | 9  | 0 | 0  | 9 | 0  | 4   | 207 | 0   |

- Équipe qualifiée pour la phase finale

### Poule Sud
| Résultats (dom.\ext.)                                              | BES  | GRE | HF74 | OCC  | PACA |
| Besançon                                                           |      | 8-2 | 1-5  | 3-6  | 29-0 |
| Grenoble                                                           | 3-7  |     | 1-2  | 3-7  | 19-1 |
| Hockey Féminin 74                                                  | 6-3  | 2-1 |      | 5-1  | 10-1 |
| Occitanie                                                          | 5-3  | 6-1 | 2-4  |      | 7-1  |
| Provence-Alpes-Côte d'Azur                                         | 0-22 | 0-6 | 0-11 | 1-12 |      |
| - Victoire à domicile - Victoire à l'extérieur - Match non disputé |      |     |      |      |      |

| Clt   | Équipe                     | PJ | V | VP | D | DP | BP | BC  | Pts |
| ----- | -------------------------- | -- | - | -- | - | -- | -- | --- | --- |
| +001, | Hockey Féminin 74          | 8  | 8 | 0  | 0 | 0  | 45 | 10  | 24  |
| +002, | Occitanie                  | 8  | 6 | 0  | 2 | 0  | 46 | 21  | 18  |
| +003, | Besançon                   | 8  | 4 | 0  | 4 | 0  | 76 | 27  | 12  |
| +004, | Grenoble                   | 8  | 2 | 0  | 6 | 0  | 36 | 33  | 6   |
| +005, | Provence-Alpes-Côte d'Azur | 8  | 0 | 0  | 8 | 0  | 4  | 116 | 0   |

- Équipe qualifiée pour la phase finale

## Phase finale
Le tournoi final devait se tenir du 20 au 22 mars. En raison de la pandémie du COVID-19, le carré final est annulé et aucun titre de champion n'est décerné.